# Daniel Morris

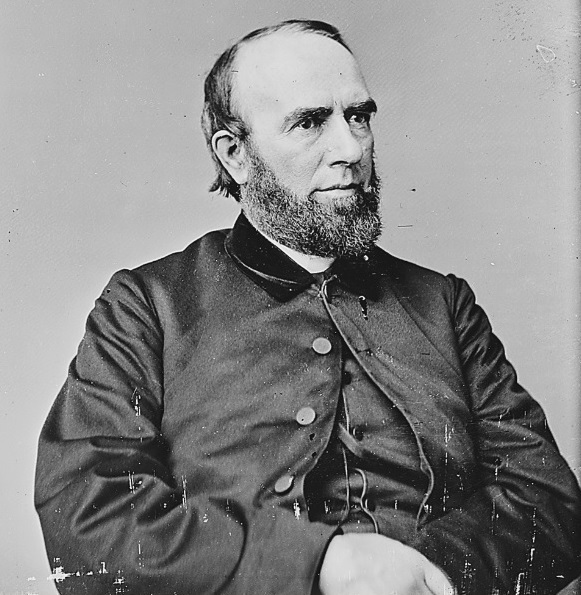
Daniel Morris

Daniel Morris (* 4. Januar 1812 in Fayette, New York; † 22. April 1889 in Penn Yan, New York) war ein US-amerikanischer Jurist und Politiker. Zwischen 1863 und 1867 vertrat er den Bundesstaat New York im US-Repräsentantenhaus.

## Werdegang
Daniel Morris wurde ungefähr fünfeinhalb Monate vor dem Ausbruch des Britisch-Amerikanischen Krieges im Seneca County geboren. Er besuchte öffentliche Schulen und die Canandaigua Academy in Ontario County. Dann studierte er Jura. Nach dem Erhalt seiner Zulassung als Anwalt 1845 begann er in Penn Yan im Yates County zu praktizieren. Zwischen 1847 und 1850 war er Bezirksstaatsanwalt im Yates County. Er saß 1859 in der New York State Assembly. Politisch gehörte er der Republikanischen Partei an. Bei den Kongresswahlen des Jahres 1862 für den 38. Kongress wurde er im 25. Wahlbezirk von New York in das US-Repräsentantenhaus in Washington, D.C. gewählt, wo er am 4. März 1863 die Nachfolge von Theodore Medad Pomeroy antrat. Er wurde einmal wiedergewählt. Da er auf eine erneute Wiederwahlkandidatur 1866 verzichtete, schied dann nach dem 3. März 1867 aus dem Kongress aus. Nach seiner Kongresszeit praktizierte er wieder als Anwalt. Er verstarb am 22. April 1889 in Penn Yan und wurde dann auf dem Lake View Cemetery beigesetzt.